# Strada statale 221 di Monterchi
L'ex strada statale 221 di Monterchi (SS 221), ora strada provinciale 221 di Monterchi (SP 221) in Toscana e strada regionale 221 di Monterchi (SR 221) in Umbria, è una strada regionale e provinciale italiana.

## Percorso
La strada ha origine dalla strada statale 73 Senese Aretina nei pressi de Le Ville, frazione di Monterchi. Da qui la strada procede verso est raggiungendo la stessa Monterchi, per poi sconfinare in Umbria dove termina il proprio percorso nei pressi dello svincolo di Città di Castello della SS3bis (E45).
In seguito al decreto legislativo n. 112 del 1998, dal 2001 la gestione del tratto toscano è passato dall'ANAS alla Regione Toscana che ha provveduto al trasferimento dell'infrastruttura al demanio della Provincia di Arezzo; la gestione del tratto umbro è invece passata alla Regione Umbria che ha poi ulteriormente devoluto le competenze alla Provincia di Perugia mantenendone comunque la titolarità.